# Мультановский, Яков Яковлевич
Я́ков Я́ковлевич Мультано́вский (13.06.1857, Вятская губерния, — 31.07.1906, Ораниенбаум) — военный врач русского императорского флота, участник Цусимского сражения. Действительный статский советник.

## Биография
- Родился 13 (25) июня 1857 в семье единоверческого священника.[1]
- Окончил Пермскую духовную семинарию.[1]
- 1881 — окончил Императорскую военно-медицинскую академию. Лекарь.[1]
- 1882—1892 — Владивостокский морской госпиталь.[1]
- 1884 — стал сооснователем Общества изучения Амурского края — первой научной организации на Дальнем Востоке России.
- Март 1892 — старший ординатор Николаевского морского госпиталя в Кронштадте.
- 1894 — защитил докторскую диссертацию «К вопросу о проницаемости для бактерий стенок кишечника при непроходимости».[1]
- 1896—1897 — консультант по хирургии в Обуховской больнице.[1]
- 1904 — хирург-консультант Николаевского морского госпиталя.[1]
- 1904—1905 — флагманский врач 2-й Тихоокеанской эскадры. Взят в плен на госпитальном судне «Орёл».[1]
- 1905 — главный хирург Николаевского морского госпиталя.[1]
- Умер 31 июля (13 августа) 1906, похоронен на Свято-Троицком кладбище в Ораниенбауме.